# Grimes (musiker)

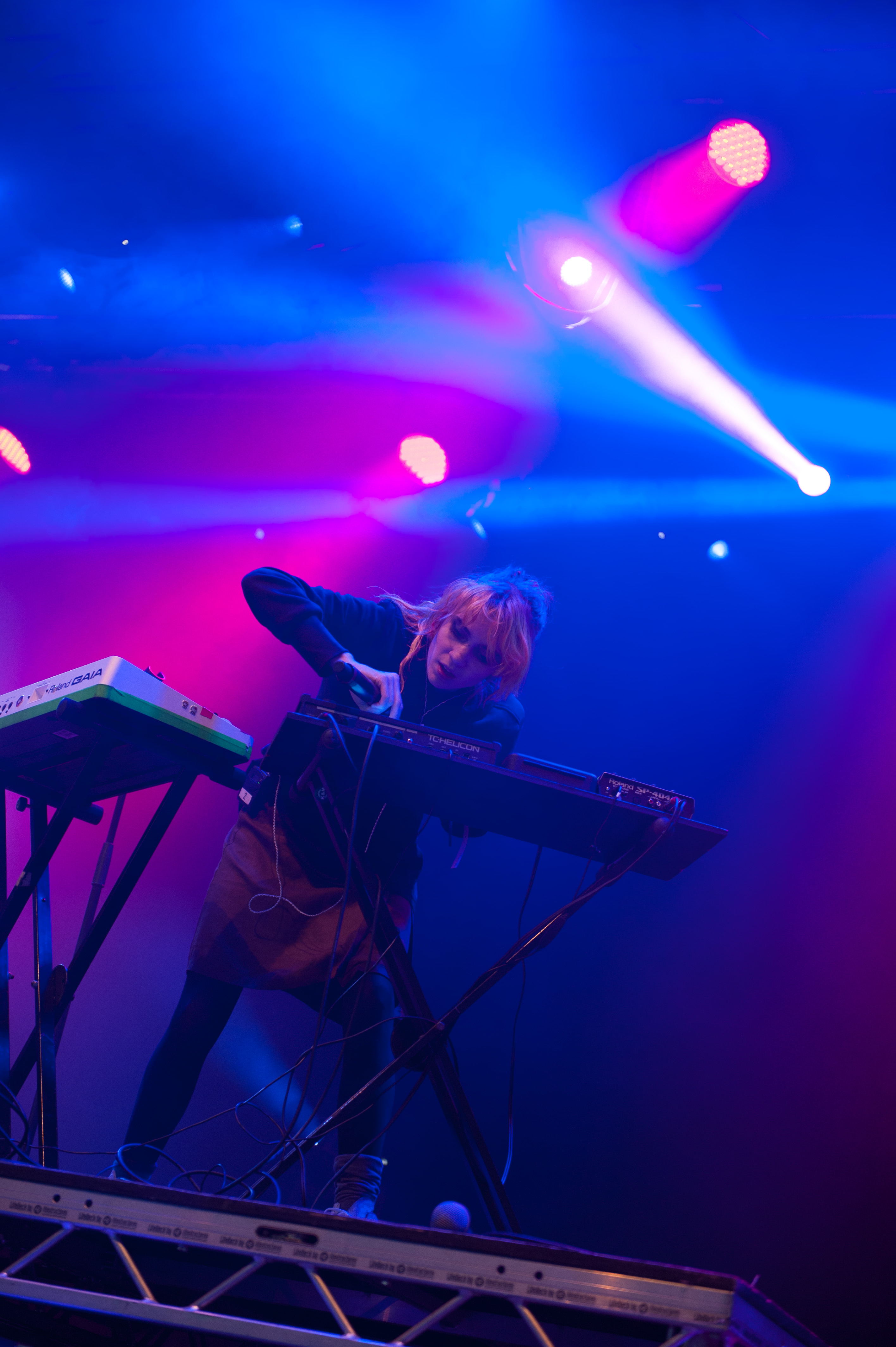
Grimes på Way Out West 2013.

Claire Elise Boucher, känd under artistnamnet Grimes, född 17 mars 1988 i Vancouver, är en kanadensisk musiker, sångerska, låtskrivare och musikproducent.

## Biografi
Grimes växte upp i Vancouver. Hennes debutalbum Geidi Primes gavs ut på kassett 2010 genom Arbutus Records. Senare under 2010 gav Grimes ut sitt andra album, Halfaxa, också genom Arbutus. I maj och augusti 2011 var hon förband för Lykke Li på hennes nordamerikanska turné. Grimes debutalbum gavs ut på nytt genom No Pain in Pop, på CD och vinylformat.
I januari 2012 skrev Grimes avtal med skivbolaget 4AD, där hon gav ut sin tredje fullängds-LP, Visions, i februari 2012 i USA och mars 2012 i andra länder med Arbutus som ger ut i Kanada. 21 februari 2020 släpper Grimes ett album som heter Miss Anthropocene.
Mellan 2018 och 2021 levde hon i ett förhållande med teknikentreprenören Elon Musk och i maj 2020 föddes parets son. I september 2021 meddelades det att paret separerat.

## Diskografi

### Studioalbum
- 2010 – Geidi Primes
- 2010 – Halfaxa
- 2012 – Visions
- 2015 – Art Angels
- 2020 – Miss Anthropocene